# Pilátus (könyv)
A Pilátus Szabó Magda 1963-ban megjelent regénye. Noha a magyarországi irodalomkritika nem az írónő legjobb és maradandó értékű művei között tartja számon, külföldön jelentős sikert ért el. Angol, francia, lengyel, litván, német, norvég, olasz, orosz, román, spanyol, svéd és szlovák nyelven is megjelent. 2007-ben az olasz nyelvű kiadás Anfora Centroeuropea díjat nyert.

## Cselekménye
Etelka a férje, Vince halála után lányához, Izához költözik Pestre. Itt azonban egyre inkább fölöslegesnek érzi magát, a faluhoz és a hagyományos életmódhoz szokott idős asszony nem tudja megszokni a várost és a modern lakást, Izának nincs szüksége a segítségére, új ismerősöket nem tud szerezni. Falusi házába már nem mehet vissza, mert azt megvette Antal, Iza volt férje.
A regény az anya-lánya kapcsolat feszültségeit, az idősödés és az idősgondozás kihívásait tárgyalja. Iza modern megközelítése gyakran konfliktushoz vezet Etelkával. A "Pilátus" cím a felelősség elhárítását szimbolizálja.

## Fordításai
| Nyelv   | Cím                                  | Fordító                                   | Hely              | Kiadó                               | Év   |
| ------- | ------------------------------------ | ----------------------------------------- | ----------------- | ----------------------------------- | ---- |
| német   | ... und wusch ihre Hände in Unschuld | Mirza von Schüching                       | Frankfurt am Main | Insel Verlag                        | 1966 |
| lengyel | Piłat                                | Olga Wybranowska                          | Warszawa          | Państwowy Instytut Wydawniczy       | 1966 |
| francia | La ballade de la vierge              | Tardos Tibor, Hélène Fougerousse          | Paris             | Seuil                               | 1967 |
| svéd    | I all oskuld                         | János Csatlós                             | Stockholm         | Gebers                              | 1968 |
| szlovák | Pilát                                | Anton Plevk                               | Bratislava        | Slov. Spisovatel                    | 1971 |
| orosz   | Pilat                                | Jurij Pavlovics Guszev                    | Moszkva           | Hudozs. lit.                        | 1982 |
| román   | Pilat                                | Ladislau Hegedűs                          | Bucuresti         | Univers                             | 1985 |
| litván  | Pilotas                              | Janina Išganaitytė                        |                   | Lietuvos rašytojų sąjungos leidykla | 2002 |
| olasz   | La ballata di Iza                    | B. Ventavoli                              |                   | Einaudi                             | 2007 |
| spanyol | La balada de Iza                     | Jose Miguel González Trevejo; Mária Szijj | Barcelona         | Mondadori                           | 1963 |
| norvég  | Pilatus                              | Kemény Kari Erzsébet                      |                   | Aschehoug                           | 2010 |
| angol   | Iza's Ballad                         | George Szirtes                            |                   | Harvill Secker                      | 2014 |

## Feldolgozások
A regényből 2020-ban, Dombrovszky Linda rendezett filmadaptációt Hámori Ildikó (Anna) és Györgyi Anna (Iza) főszereplésével.[forrás?]